# 1991년 로스앤젤레스 영화 비평가 협회상
제17회 로스앤젤레스 영화 비평가 협회상은 1991년 12월 14일 발표되어 1992년 1월 21일에 열린 시상식이다.

## 수상 및 후보

### 작품상
- 벅시

### 감독상
- 벅시 - 베리 레빈슨 수상

### 남우주연상
- 사랑과 추억 - 닉 놀테 수상

### 여우주연상
- 피셔 킹 - 메르세데스 룰 수상

### 남우조연상
- 바톤 핑크 - 마이클 러너 수상

### 여우조연상
- 인생은 향기로워 - 제인 호록스 수상

### 각본상
- 벅시 - 제임스 토백 수상

### 촬영상
- 바톤 핑크 - 로저 디킨스 수상
- 호미사이드 - 로저 디킨스 수상

### 음악상
- 베로니카의 이중 생활 - 지그뉴 프레이즈너 수상
- 엣 플레이 인 더 필즈 오브 더 로드 - 지그뉴 프레이즈너 수상
- 유로파 유로파 - 지그뉴 프레이즈너 수상

### 외국어영화상
- 누드 모델 - 자크 리베트 수상

### 다큐멘터리상
- 아메리칸 드림 - 바바라 코플 수상

### 애니메이션상
- 미녀와 야수 - 게리 트러스데일 수상
- 미녀와 야수 - 커크 와이즈 수상

### 독립영화상
- 올 더 버미어 인 뉴욕 - 존 조스트 수상

### 신인상
- 광란의 오후 - 칼 프랭클린 수상

### 공로상
- 버드 보티커 수상